# Anthaxia antoinei
Anthaxia antoinei es una especie de escarabajo del género Anthaxia, familia Buprestidae. Fue descrita científicamente por Baudon en 1955.